# Décès en mars 2000
Décès
- 1996
- 1997
- 1998
- 1999
- 2000
- 2001
- 2002
- 2003
- 2004

Pour une information complémentaire, voir la page d'aide.

| Date    | Nom                         | Activités                                                                                     | Âge     | Source |
| ------- | --------------------------- | --------------------------------------------------------------------------------------------- | ------- | ------ |
| 5 mars  | Lolo Ferrari                | actrice pornographique française.                                                             | 37      |        |
| 5 mars  | Jon Barwise                 | mathématicien, philosophe et logicien américain                                               | 57      |        |
| 6 mars  | John Colicos                | acteur canadien                                                                               | 71 (en) |        |
| 7 mars  | Joseph Falcucci             | Acteur français.                                                                              | 60 (fr) |        |
| 7 mars  | Charles Gray                | acteur britannique                                                                            | 71      | (en)   |
| 9 mars  | Jean Coulthard              | compositrice canadienne                                                                       | 92      |        |
| 9 mars  | Francisco Virgós            | footballeur espagnol                                                                          | 79      | (en)   |
| 12 mars | Ignatius Kung Pin-mei       | cardinal chinois, évêque de Shanghai                                                          | 98      |        |
| 12 mars | Sergio Romiti               | peintre italien                                                                               | 71      | (it)   |
| 13 mars | Cab Kaye                    | chanteur et musicien de jazz, de blues et de bebop anglais et néerlandais d'origine ghanéenne | 78      | (en)   |
| 13 mars | Ray Saunders                | Acteur américain.                                                                             | 77      | (en)   |
| 13 mars | Rex Everhart                | Acteur américain.                                                                             | 79      | (en)   |
| 13 mars | Carlo Tagnin                | footballeur puis entraineur italien                                                           | 67      | (it)   |
| 14 mars | C. Jérôme (Claude Dhotel)   | chanteur français                                                                             | 53      |        |
| 16 mars | Victor Serventi             | compositeur français                                                                          | 92      |        |
| 18 mars | Maurice Fillonneau          | peintre et aquarelliste français                                                              | 69      |        |
| 18 mars | Giovanni Tassoni            | anthropologue italien                                                                         | 95      |        |
| 20 mars | Edmond Magendie             | Militaire, fonctionnaire et homme politique français.                                         | 88      |        |
| 23 mars | Antony Padiyara             | cardinal indien, archevêque syro-malabar                                                      | 79      |        |
| 24 mars | Manuel Antonio Esteva Corró | footballeur espagnol                                                                          | 80      | (en)   |
| 27 mars | Ian Dury                    | chanteur et acteur britannique                                                                | 57      |        |
| 30 mars | Rudolf Kirchschläger        | diplomate, juge et homme d'État autrichien                                                    | 85      | (de)   |